# Clermont Carn
Clermont Carn är ett berg i republiken Irland.   Det ligger i grevskapet Lú och provinsen Leinster, i den nordöstra delen av landet, 80 km norr om huvudstaden Dublin. Toppen på Clermont Carn är 510 meter över havet, eller 342 meter över den omgivande terrängen. Bredden vid basen är 12,5 km.
Terrängen runt Clermont Carn är kuperad åt nordost, men åt sydväst är den platt.Runt Clermont Carn är det ganska glesbefolkat, med 50 invånare per kvadratkilometer. Närmaste större samhälle är Dundalk, 10,6 km sydväst om Clermont Carn. Trakten runt Clermont Carn består i huvudsak av gräsmarker.